# (16466) Piyashiriyama
(16466) Piyashiriyama (1990 FJ2) – planetoida z pasa głównego asteroid okrążająca Słońce w ciągu 4,38 lat w średniej odległości 2,68 j.a. Odkryta 29 marca 1990 roku.